# Pierrick Capelle
Pour les articles homonymes, voir Capelle.
Pierrick Capelle, né le 15 avril 1987 à Lesquin, est un footballeur français qui évolue au poste de milieu de terrain offensif à Angers SCO.

## Biographie
Natif de Lesquin, dans le Nord, Pierrick Capelle évolue durant toute sa jeunesse au FC Saint-Leu dans le Val-d'Oise. Après son baccalauréat en 2007, il repart dans le Nord, à Liévin, pour y suivre un cursus universitaire (Licence pro Gestion des Activités et Associations Sportives). Repéré par le CS Avion, cet ailier gaucher, « rapide et technique », y réalise trois saisons de qualité en CFA 2 puis en Championnat de France amateur (CFA). Il fait alors partie de la sélection amateur du Nord-Pas-de-Calais. Lors de cette dernière saison, il est repéré par Régis Brouard, l'entraîneur de l'US Quevilly, qui le fait signer une fois le club promu en National.
Pierrick Capelle réalise avec le club normand une saison remarquée en championnat National et un étonnant parcours en Coupe de France, au cours duquel il élimine notamment l'Olympique de Marseille puis le Stade rennais pour atteindre la finale face à l'Olympique lyonnais, perdue 1-0.
En juin 2012, il signe son premier contrat professionnel en faveur du Clermont FA alors en Ligue 2, sous les ordres de Régis Brouard.
Repositionné milieu relayeur et après trois saisons de qualité (75 matchs, 69 titularisations, 6 buts, 6 passes décisives) et ce, malgré une blessure qui l'éloigne des terrains pendant huit mois, Pierrick Capelle signe en juin 2015 en faveur d'Angers SCO, alors promu en Ligue 1. 
Lors de sa première saison dans l'élite (28 matchs, 16 titularisations, 4 buts), il décroche le trophée UNFP du plus beau but de l'année. 
En 2017, il retrouve le Stade de France pour la finale de Coupe de France contre le PSG. Par la même occasion, Pierrick Capelle devient le premier joueur de l'histoire à participer à une finale de Coupe de France, l'une avec un club amateur (Quevilly) et l'autre avec un club professionnel (SCO Angers). 
En juin 2020, il est élu conseiller municipal de sa commune de St Jean-de-Linière et devient le premier footballeur professionnel en activité à avoir un mandat électoral. 
À partir de la saison 2022/2023 , il hérite du brassard de capitaine d'Angers SCO. A l'issue de cette saison, il connait  la relégation du club en Ligue 2, puis la remontée l'année suivante en Ligue 1 sous les ordres de l'entraineur Alexandre Dujeux. Le 10/05/2024, il marque sur un coup franc magistral et devient à 37 ans et 2 mois, le buteur le plus âgé du club (Victoire contre Annecy  2-1) . 
A ce jour, Pierrick Capelle est le joueur qui a le plus disputé de matchs de Ligue 1 avec Angers SCO (240).

## Statistiques
| Saison                | Club                  | Championnat           | Championnat | Championnat | Championnat | Coupe nationale | Coupe nationale | Coupe nationale | Coupe de la Ligue | Coupe de la Ligue | Coupe de la Ligue | Total | Total | Total |
| Saison                | Club                  | Division              | M.          | B.          | P.d.        | M.              | B.              | P.d.            | M.                | B.                | P.d.              | M.    | B.    | P.d.  |
| 2009-2010             | SC Avion              | CFA2                  | 12          | 4           | 0           | 2               | 0               | 0               | -                 | -                 | -                 | 14    | 4     | 0     |
| 2010-2011             | SC Avion              | CFA                   | 28          | 8           | 0           | -               | -               | -               | -                 | -                 | -                 | 28    | 8     | 0     |
| Sous-total            | Sous-total            | Sous-total            | 40          | 12          | 0           | 2               | 0               | 0               | -                 | -                 | -                 | 42    | 12    | 0     |
| 2011-2012             | US Quevilly           | National              | 36          | 6           | 0           | 9               | 4               | 0               | -                 | -                 | -                 | 45    | 10    | 0     |
| 2012-2013             | Clermont Foot         | Ligue 2               | 35          | 4           | 3           | -               | -               | -               | 2                 | 1                 | 0                 | 37    | 5     | 3     |
| 2013-2014             | Clermont Foot         | Ligue 2               | 7           | 0           | 0           | -               | -               | -               | -                 | -                 | -                 | 7     | 0     | 0     |
| 2014-2015             | Clermont Foot         | Ligue 2               | 33          | 2           | 2           | 2               | 0               | 0               | 2                 | 1                 | 0                 | 37    | 3     | 2     |
| Sous-total            | Sous-total            | Sous-total            | 75          | 6           | 5           | 2               | 0               | 0               | 4                 | 2                 | 0                 | 81    | 8     | 5     |
| 2015-2016             | Angers SCO            | Ligue 1               | 28          | 4           | 0           | 2               | 0               | 0               | 1                 | 0                 | 0                 | 31    | 4     | 0     |
| 2016-2017             | Angers SCO            | Ligue 1               | 32          | 2           | 1           | 2               | 1               | 0               | 1                 | 1                 | 0                 | 35    | 4     | 1     |
| 2017-2018             | Angers SCO            | Ligue 1               | 28          | 2           | 1           | 1               | 0               | 0               | 1                 | 0                 | 0                 | 30    | 2     | 1     |
| 2018-2019             | Angers SCO            | Ligue 1               | 26          | 3           | 3           | 1               | 0               | 0               | 1                 | 0                 | 0                 | 28    | 3     | 3     |
| 2019-2020             | Angers SCO            | Ligue 1               | 24          | 1           | 2           | 3               | 2               | 0               | -                 | -                 | -                 | 27    | 3     | 2     |
| 2020-2021             | Angers SCO            | Ligue 1               | 35          | 3           | 3           | 4               | 0               | 1               | -                 | -                 | -                 | 39    | 3     | 4     |
| 2021-2022             | Angers SCO            | Ligue 1               | 30          | 0           | 2           | 1               | 0               | 0               | -                 | -                 | -                 | 31    | 0     | 2     |
| 2022-2023             | Angers SCO            | Ligue 1               | 26          | 0           | 3           | 1               | -               | -               | -                 | -                 | -                 | 27    | 0     | 3     |
| 2023-2024             | Angers SCO            | Ligue 2               | 37          | 5           | 1           | 2               | -               | -               | -                 | -                 | -                 | 39    | 5     | 1     |
| 2024-2025             | Angers SCO            | Ligue 1               | 16          | 0           | 0           | 3               | 0               | 0               | -                 | -                 | -                 | 19    | 0     | 0     |
| Sous-total            | Sous-total            | Sous-total            | 282         | 20          | 16          | 20              | 3               | 1               | 4                 | 1                 | 0                 | 306   | 24    | 17    |
| Total sur la carrière | Total sur la carrière | Total sur la carrière | 433         | 44          | 21          | 33              | 7               | 1               | 8                 | 3                 | 0                 | 474   | 54    | 22    |

## Palmarès

### Palmarès collectif
- Champion de CFA 2 en 2010 avec le CS Avion
- Finaliste de la Coupe de France en 2012 avec l'US Quevilly et en 2017 avec l'Angers SCO
- Vice-champion de Ligue 2 en 2024 avec le SCO Angers

### Distinctions individuelles
- Trophée UNFP du plus beau but de la saison de Ligue 1 en 2016 avec l'Angers SCO

- Trophée UNFP du joueur citoyen de Ligue 1 en 2025